# 窄尾裸胸鱔
窄尾裸胸鱔，又稱窄尾裸胸鯙，為輻鰭魚綱鰻鱺目鯙亞目鯙科裸胸鱔屬的其中一種，分布於印度西太平洋的紅海及印尼海域，體長可達50.3公分，為底棲性魚類，屬肉食性，生活習性不明。

## 擴展閱讀
維基物種上的相關：窄尾裸胸鱔